# Roodbruine groefbij
De roodbruine groefbij (Lasioglossum xanthopus) is een vliesvleugelig insect uit de familie Halictidae. De wetenschappelijke naam van de soort werd gepubliceerd in 1802 door Kirby.